# غاري دوردان
غاري دوردان (بالإنجليزية: Gary Dourdan)‏ مواليد 11 ديسمبر 1966 في فيلادلفيا، بنسيلفانيا، الولايات المتحدة، هو ممثل أمريكي بدأ مسيرته الفنية عام 1991.

## أعماله
- 2021 : يوم الفداء

## روابط خارجية
- غاري دوردان على موقع IMDb (الإنجليزية)
- غاري دوردان على موقع ألو سيني (الفرنسية)
- غاري دوردان على موقع أول موفي (الإنجليزية)
- غاري دوردان على موقع قاعدة بيانات الأفلام السويدية (السويدية)
- غاري دوردان على موقع إن إن دي بي (الإنجليزية)
- غاري دوردان على موقع ديسكوغز (الإنجليزية)
- غاري دوردان على موقع قاعدة بيانات الفيلم (الإنجليزية)
- غاري دوردان على موقع كينوبويسك (الروسية)